# Савезне Државе Микронезије на Светском првенству у атлетици на отвореном 2013.
Микронезија је учествовала на Светском првенству у атлетици на отвореном 2013. одржаном у Москви од 10. до 18. августа девети пут. Репрезентацију Микронезије представљао је један такмичар који се такмичио у трци на 100 метара.
На овом првенству Микронезија није освојила ниједну медаљу. Није било нових националних рекорда већ само лични рекорд.

## Учесници
Мушкарци:
- McCaffrey Gilmete — 100 м

## Резултати

### Мушкарци
| Атлетичар         | Дисциплина | Лични рекорд | Предтакмичење | Предтакмичење | Квалификације        | Квалификације        | Полуфинале           | Полуфинале           | Финале               | Финале  | Детаљи |
| Атлетичар         | Дисциплина | Лични рекорд | Резултат      | Место         | Резултат             | Место                | Резултат             | Место                | Резултат             | Место   | Детаљи |
| ----------------- | ---------- | ------------ | ------------- | ------------- | -------------------- | -------------------- | -------------------- | -------------------- | -------------------- | ------- | ------ |
| McCaffrey Gilmete | 100 м      |              | 11,86 ЛР      | 8 гр 2        | Није се квалификовао | Није се квалификовао | Није се квалификовао | Није се квалификовао | Није се квалификовао | 75 / 75 |        |